# コレー

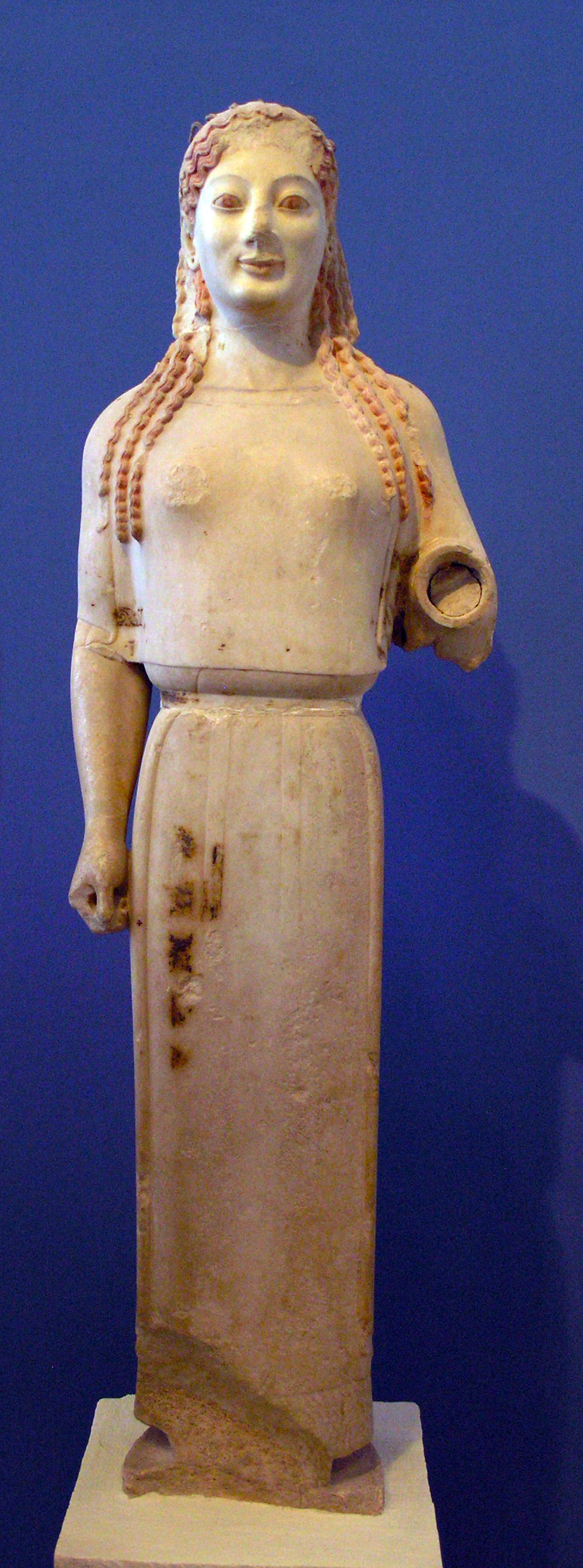
ぺプロフォロス（Peplosphoros）あるいはぺプロス・コレーと呼ばれているコレー像。

コレー（古希: Κόρη, Korē）は、ギリシア神話において、ゼウスとデーメーテールとの間に生まれた娘ペルセポネーの別称である。ちなみにデーメーテールが「母なる大地」を意味するのに対し、コレーは「若い娘」を意味する。
木星の第49衛星コレの由来でもある。
その神話については、デーメーテール及びペルセポネーを参照。日本では長母音省略表記のコレでも知られる。
美術史においてはアルカイック期のギリシアにおける若い女性の彫像が「コレー像」（文字通り「乙女像」）と呼ばれる。若い男性像は「クーロス」とよばれ、コレー像・クーロス像は若い男女の彫像の典型であった。コレー像は、アルカイク・スマイルを浮かべ、アテーナー神への捧げ物を持った着衣・直立不動の姿で表現される。